# بوقة فقارة (فلم)
بوقة فقارة هو فيلم كوميدي كويتي عرض بدءً من 8 سبتمبر 2016م.

## قصة الفيلم
بالرغم من انحدارهم من أسرة فقيرة، يحاول مجموعة من الأبناء تحقيق حلم والدهم الذي ظل يلازمه طيلة حياته بتأسيس مركز طبي شامل، ويقدموا على سرقة إحدى البنوك بعد أن خسروا أموالهم في عدد من العمليات التجارية السابقة غير المربحة.

## روابط خارجية
- مقالات تستعمل روابط فنية بلا صلة مع ويكي بيانات